# Agathon Jean François Fain

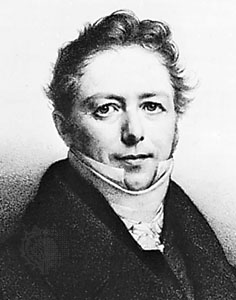
Portret van baron Fain.

Baron Agathon Jean François Fain (Parijs, 11 januari 1778 - Parijs, 16 september 1836) was een Franse schrijver en politicus. Hij was vooral bekend in zijn functie als secretaris in dienst bij de Franse keizer Napoleon Bonaparte.

## Biografie

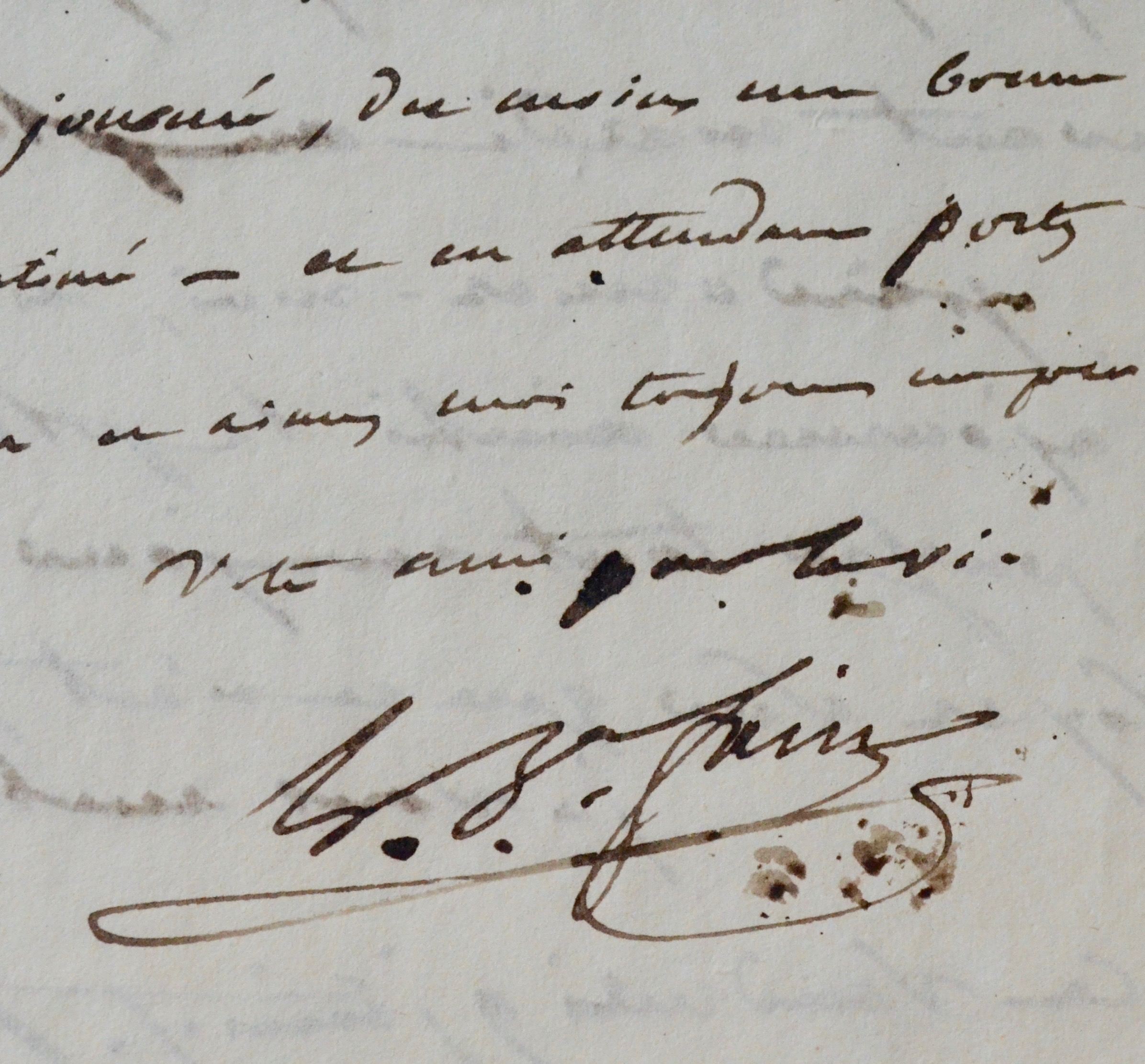
Handtekening van baron Fain.

Fain werd geboren op 11 januari 1778 in Parijs tijdens het bewind van koning Lodewijk XVI. Hij begon zijn professionele carrière bescheiden op zestienjarige leeftijd als een rapporteur in de kantoren van het militaire comité van de Franse Nationale Conventie (1792-1795). Daar werd hij door Paul Barras opgemerkt omwille van zijn methodische geest en werd Fain, dankzij de invloed van Barras, in 1796 benoemd tot hoofd van het correspondentiebureau van het Directoire. De secretaris-generaal van het Directoire, Joseph-Jean Lagarde, merkte Fain op en stelde hem aan als diens stafchef. Vervolgens werd Fain afdelingshoofd en kreeg hij een aanzienlijke invloed binnen het algemeen secretariaat.
Ten tijde van het Consulaat stond Fain aan het hoofd van de afdeling Archieven, verbonden aan Hugues-Bernard Maret, de toekomstige hertog van Bassano, destijds staatssecretaris en later generale toezichter van het Keizerlijk Archief van Napoleon. Dankzij de bescherming van Maret kwam Fain in 1806 in het privé-kantoor van keizer Napoleon Bonaparte terecht. De Franse heerser benoemde Fain tot zijn secretaris-archivaris.
Gehecht aan de persoon van de keizer, vergezelde Fain hem in al zijn veldtochten en werd door Napoleon in 1809 als Baron van het Rijk en in 1811 benoemd tot Maître des requêtes in de Franse Conseil d'État. De baron nam nog meer verantwoordelijkheden op wanneer Claude François de Méneval, ook secretaris in dienst bij de Franse keizer, uitviel door oververmoeidheid en fysieke klachten na de veldtocht uit Rusland. In 1813 diende Fain Napoleon tot de troonsafstand van Fontainebleau op 6 april 1814. De keizer waardeerde Fains totale discretie en zijn zachtaardig temperament. Napoleon beloonde zijn diensten aanzienlijk.
Baron Fain hervatte zijn taken bij de keizer op de avond van zijn terugkeer uit ballingschap op Elba naar de Tuilerieën op 20 maart 1815. Fain stond aan de zijde van Napoleon tijdens de Honderd Dagen en volgde hem tot aan de Slag bij Waterloo.
Als assistent van de staatssecretaris van de voorlopige regering van 6 tot 8 juli 1815 ging hij met pensioen ten tijde van de Tweede Restauratie en leefde hij teruggetrokken tot 1830 (te Montargis), terwijl hij zich bezig hield met het publiceren van zijn persoonlijke herinneringen aan Napoleon, die werden beschouwd (en nog steeds zo tot op heden) als van zeer grote betrouwbaarheid en waardevol omwille van de vele details. Zo omschreef Fain in zijn memoires Napoleon wanneer deze ontwaakte: 

De keizer stond op in de nacht na zijn eerste slaap: het was meestal rond twee uur 's nachts; gekleed in een eenvoudige kamerjas van witte bazin in de zomer, witte flanel in de winter, [...], bracht hij in zijn studie door en wijdde hij deze stille uren aan de grote zaken die de afleiding(en) van de dag hem niet had(den) toegestaan om [zich] in te verdiepen zoals hij wenste.

Toen koning Louis-Philippe I aan de macht kwam wenste de vorst dat notabelen van het napoleontisch epos zich aan hem zouden hechten, waaronder baron Fain. De koning nodigde Fain uit naar de Tuilerieën, schonk hem de titel "Eerste Secretaris van het Kabinet van de Koning der Fransen" en bevestigde de baron in de rang van commandant van het Legioen van Eer die hem in 1813 was toegekend.
Bij twee gelegenheden werd Fain opgeroepen tot het algemeen rentmeesterschap van de burgerlijke lijst, ter gelegenheid van benoemingen in de regering ter vervanging van de gebruikelijke houder van dit ambt, de graaf van Montalivet.
Op 21 juni 1834 werd Fain in de Kamer van Afgevaardigden verkozen door het 5de kiescollege van het departement Loiret (Montargis) tijdens de parlementsverkiezingen van de 3de legislatuur onder de Julimonarchie. Onder voorbehoud van herverkiezing wegens zijn benoeming tot intendant generaal van de civiele lijst, heeft hij op 25 maart 1836 de verlenging van zijn mandaat gekregen.
Tijdens de enige zittingsperiode waarvan hij lid was, beperkte de baron zich tot het voortdurend stemmen met de conservatieve en ministeriële meerderheid. Op 3 juni 1836 werd hij ook benoemd tot algemeen raadslid van het kanton Château-Renard (Loiret).
Fain stierf op 16 september 1836 te Parijs, op 58-jarige leeftijd.